# Bh (dwuznak)
Bh – dwuznak występujący w języku irlandzkim. Jest pisana również pod postacią litery ḃ. Czytana jest jak polskie ł, lub jak spalatalizowane w. W fonetycznym alfabecie IPA jest spółgłoską półotwartą wargowo-miękkopodniebienną [w] oraz spalatalizowaną spółgłoską szczelinową wargowo-zębową dźwięczną [vʲ].
Istnieje również irlandzki dwuznak mh, który oznacza tę samą wymowę.